# Палаш князя Скопина-Шуйского

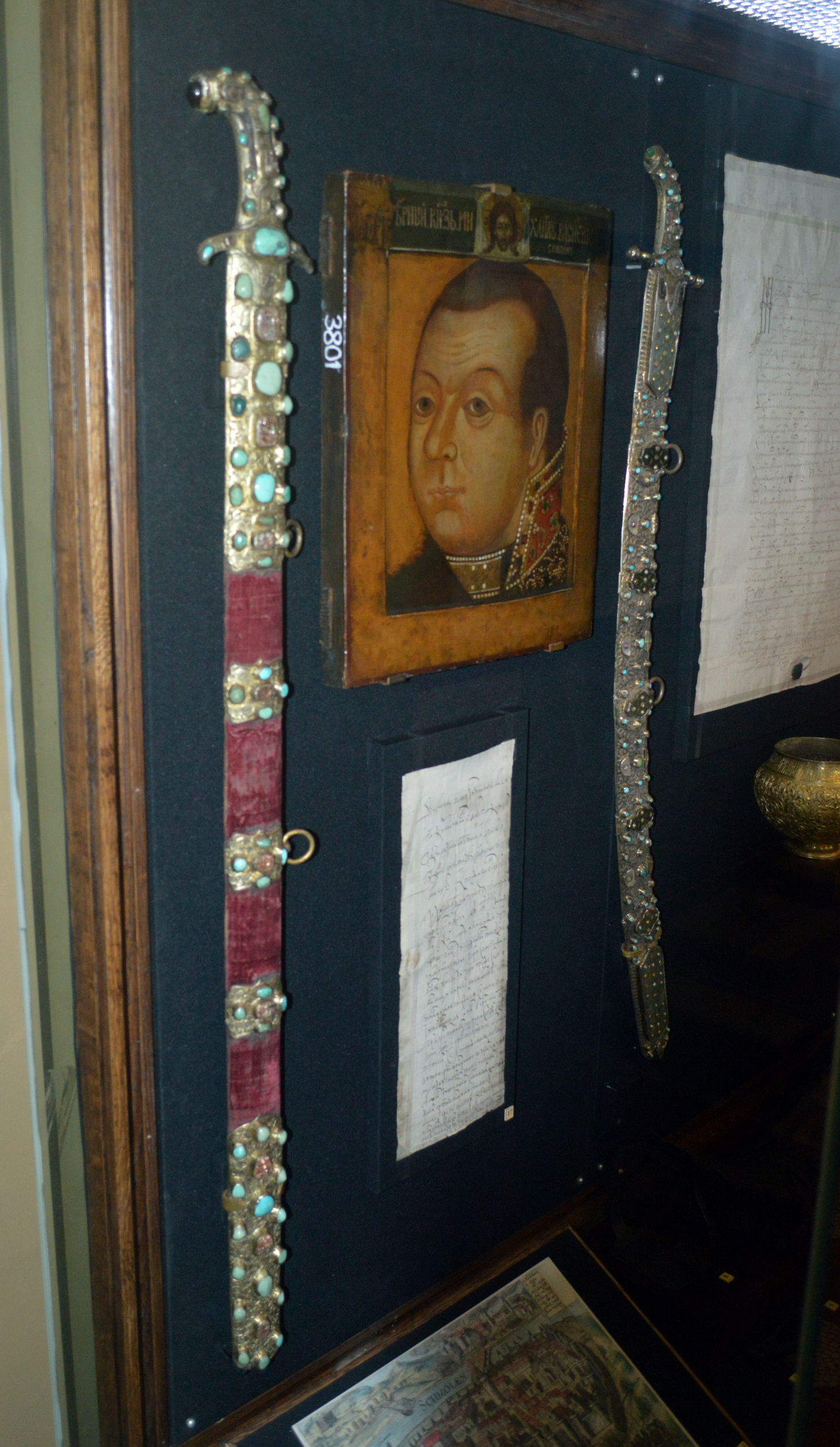
Экспонаты Государственного исторического музея в Москве. Палаш князя Скопина-Шуйского слева.

Палаш князя Скопина-Шуйского — экспонат Государственного исторического музея в Москве, клинковое холодное оружие, принадлежавшее князю Скопину-Шуйскому. Палаш датирован XVI—XVII веками. Место изготовления — Персия.
Клинок прямой, обоюдоострый, гладкий. Длина клинка 87 см. Ширина клинка у основания 4 см. Рукоять наклонная, крестовина с опущенными к лезвиям концами имеет перекрестье. Длина клинка с рукоятью 110 см. В оформлении палаша использованы позолота, ляпис-лазурь, бирюза и лалы (гранат). Длина ножен 99 см. Ножны обтянуты алым бархатом, устье наконечника и четыре обоймицы серебряные, чеканные, украшенные так же как и оправа рукояти бирюзой. У ножен два серебряных кольца для пояса, расположенных с одной стороны.
Оружие было преподнесено Скопину-Шуйскому Василием Шуйским в знак признательности за освобождение Москвы от Лжедмитрия. После смерти Скопина-Шуйского палаш достался брату царя, князю Ивану Шуйскому, после находился у князя Семёна Прозоровского. Последний передал дорогое оружие Соловецкому монастырю, где палаш хранился вплоть до начала XX века.
Палаш экспонируется в зале 21, витрина 5.